# Starks (Luisiana)
Starks es un lugar designado por el censo ubicado en la parroquia de Calcasieu en el estado estadounidense de Luisiana. En el Censo de 2010 tenía una población de 664 habitantes y una densidad poblacional de 74,77 personas por km².

## Geografía
Starks se encuentra ubicado en las coordenadas 30°18′38″N 93°40′0″O / 30.31056, -93.66667. Según la Oficina del Censo de los Estados Unidos, Starks tiene una superficie total de 8.88 km², de la cual 8.88 km² corresponden a tierra firme y (0%) 0 km² es agua.

## Demografía
Según el censo de 2010, había 664 personas residiendo en Starks. La densidad de población era de 74,77 hab./km². De los 664 habitantes, Starks estaba compuesto por el 94.28% blancos, el 4.97% eran afroamericanos, el 0.3% eran amerindios, el 0% eran asiáticos, el 0% eran isleños del Pacífico, el 0.15% eran de otras razas y el 0.3% pertenecían a dos o más razas. Del total de la población el 0.6% eran hispanos o latinos de cualquier raza.